# David Rötlin
David Rötlin (* 1. Hälfte 16. Jahrhundert; † nach 1564) war ein deutscher Maler und Kartograph, der in der damaligen Reichsstadt Rottweil gewirkt hat. Hervorgetreten ist er mit einer kartographischen Arbeit: der sogenannten Pürschgerichtskarte von 1564, ein kreisrundes Blatt von zwei Meter Durchmesser, auf dem von ihm Rottweil und Umgebung mit Feder und Tinte zeichnerisch dargestellt ist.
Von seiner Herkunft und seinem Werdegang ist wenig überliefert. Ein naher Verwandter von ihm war sehr wahrscheinlich der um 1460 in Rottweil geborene Bildhauer Conrad Rötlin.

## Rezeption

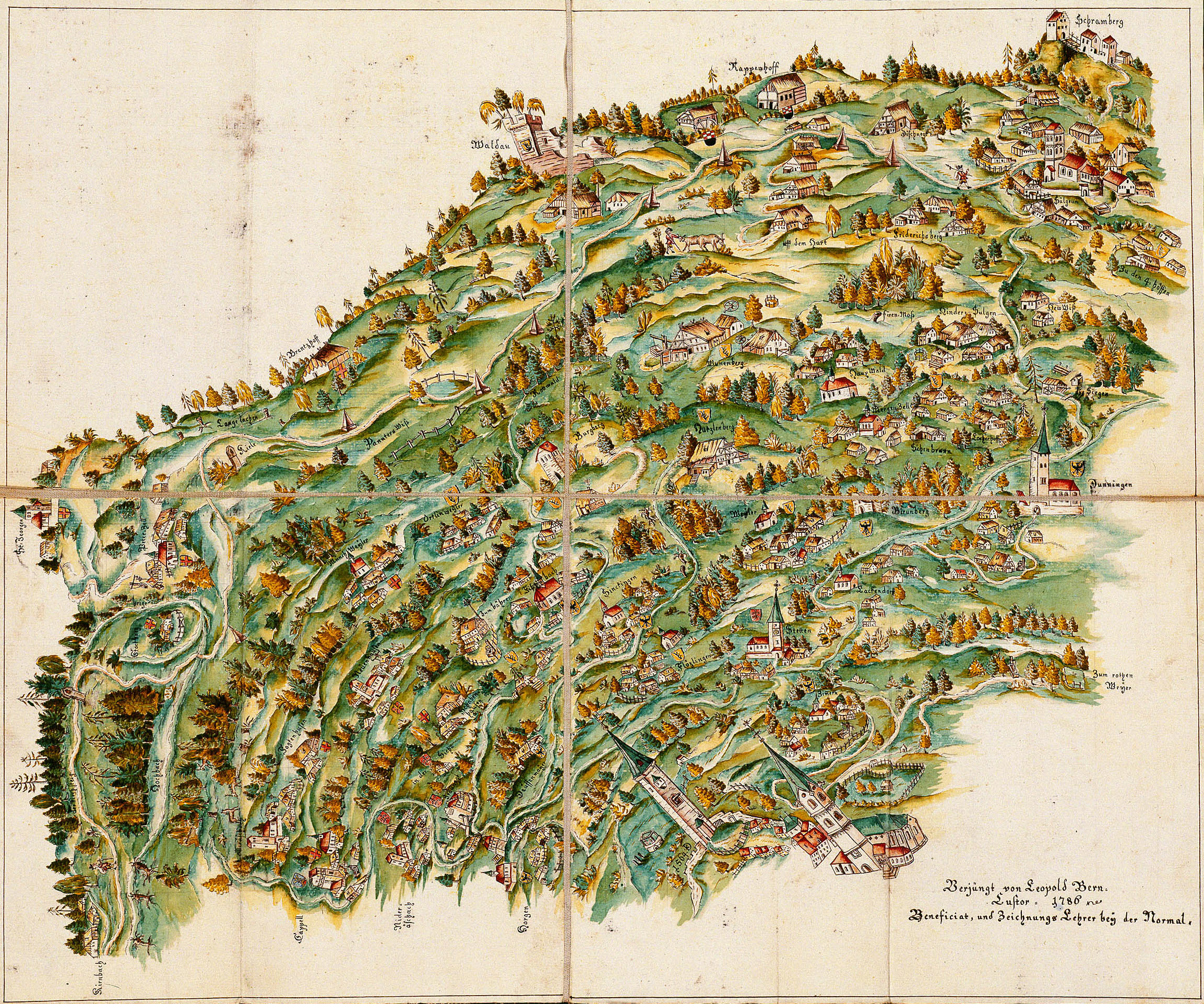
Ausschnitt der Pürschgerichtskarte: Eine kolorierte Nachzeichnung von 1786

Mit seinem Werk gehört David Rötlin zu den Exponenten in der süddeutschen Landtafelmalerei und steht in einer Reihe mit Kartographen wie Heinrich Schweickher, Philipp Renlin und anderen.
Für den deutschen Kartographen und Geographen Ruthardt Oehme (1901–1987) zählt die Pürschgerichtskarte zu den schönsten Landtafeln, die sich von Städten in Süddeutschland und ihrer Umgebung erhalten haben. Er führt dazu unter anderem weiter aus: Üblicherweise sind die Landtafeln von irgendeinem angenommenen Punkt aus der Vogelschau oder in der Kavaliersperspektive gezeichnet. Rötlin weicht von diesem Brauch ab. Er zwingt das Bild der Landschaft um Rottweil in ein kreisrundes Panorama, das man sich, von einem erhöhten Punkt etwas über dem Chor der Kapellenkirche aus aufgenommen, vorstellen kann. Rötlin hat sich ehrlich mit der Lösung des Raumproblemes abgequält. Er fand eine künstlerische Lösung, die den zentralen Teil mit der Stadt Rottweil sehr groß im Maßstab hält, nach der Ferne den Maßstab jeweils stark verjüngt. Das Bild von Rottweil nimmt sich aus, als ob die Stadt auf einer stark gekrümmten Fläche läge. Rötlin hat, um die wichtigsten Straßenzeilen mit ihren Häuserfronten getreu zu bringen, für die Stadtdarstellung den Blickwinkel um 90 beziehungsweise 180 Grad geändert. [...] Der Maler durchwanderte die Stadt und die Umgebung mit dem Skizzenbuch und baute aus seinen Skizzen die Karte auf. Die Situation ist ziemlich verzerrt. Fluß- und Bachläufe sind nur in groben Zügen und zum Teil unvollständig angegeben. Die Wege enden außerhalb der Stadt zum Teil blind.